# Høn Station
Høn Station (Høn stasjon eller Høn stoppested) er en jernbanestation på Drammenbanen, der ligger i området Høn i Asker kommune i Norge. Stationen består af to spor med en øperron imellem og et trappehus i gulmalet træ. Den betjenes af lokaltog mellem Spikkestad og Lillestrøm.
Stationen åbnede som holdeplads 10. december 1930 men blev nedgraderet til trinbræt 1. januar 1971. 